# Kamau Daáood
Kamau Daáood (* 12. Juli 1950 in Santa Monica) ist ein amerikanischer Dichter und Spoken-Word-Rezitator.

## Leben und Wirken
Daáood, der auf der Schule durch Zufall in eine Klasse für kreatives Schreiben geriet, begann seine Karriere als Schriftsteller in der zweiten Hälfte der 1960er Jahre beim Watts Writers Workshop. Unter der Leitung seines Mentors Horace Tapscott trat er seit 1970 regelmäßig bei Konzerten des Pan Afrikan Peoples Arkestra auf; seine Gedicht-Rezitationen sind auch auf mehreren Alben des Orchesters dokumentiert.
Gemeinsam mit Billy Higgins gründete Daáood 1988 in Los Angeles World Stage als Ort, an dem sich Künstler und Musiker treffen, proben und ihre Werke austauschen können. In dem Veranstaltungsraum fanden zahlreiche Workshops und Proben statt; dort traten Pharoah Sanders und Nina Simone ebenso wie Yousef Komunyaka auf. 
Daáood hat zwei Gedichtbände geschrieben und 1997 die Spoken-Word-CD Leimert Park veröffentlicht, die mit dem Josephine Miles Pen Oakland Award ausgezeichnet wurde. Mit seiner Army of Healers trat er weltweit mit Spoken-Word-Poesie auf. Auch war er Gegenstand in den folgenden Filmen Life Is a Saxophone von S. Pearl Sharp, Leimert Park: The Story of a Village in South Central L.A von Jeannette Lindsay und Race is the Place. Neben lokalen Auszeichnungen erhielt er den Jazz Journalists Association Award for a Lifetime of Service.

## Schriften
- Kamau Daáood: The Language of Saxophones: Selected Poems of Kamau Daáood. City Lights, 2005, ISBN 978-0-87286-441-2.[3]
- Kamau Daáood: Notes d’un Griot de Los Angeles. Le Castor Astral, 2012, ISBN 978-2-85920-894-3.